# 马拉德射电天文台
马拉德射电天文台（英語：Mullard Radio Astronomy Observatory）是一座位于英国剑桥附近的射电天文台，隶属于剑桥大学。其观测设备有一英里望远镜、赖尔望远镜等。